# Embee
Embee, artistnamn för Magnus Nils Bergkvist, född 24 februari 1977 i Badelunda, Västmanland, är en svensk musiker, musikproducent och låtskrivare. Han är son till Roger Bergkvist.
Embee, tidigare Dj Embee, startade i början av 1990-talet Looptroop (numera Looptroop Rockers) tillsammans med Promoe. Har gett ut två EP, ett antal singlar och mixtapes och släppte i slutet av 2004 debutalbumet "Tellings From Solitaria" (som har vunnit en Grammis). 2010 släppte han andra soloalbumet "The Mellow turning moment" på Bad Taste Records. Embee har jobbat med artister som Maia Hirasawa, Timbuktu, Annika Norlin, Jojje Wadenius, Nina Ramsby, Daniel Lemma, Capleton, Dilated Peoples och José González.
2006, släpptes skivan "Mash Hits" där han som namnet antyder producerat om, och mixat ihop olika kända hits, så kallade mashups.
2010 släppte Embee albumet Skuggpoeten, ett samarbete med folksångerskan och kompositören Esmeralda Moberg samt Bergkvists far Roger Bergkvist. 
2013 släpptes fyraspårs-EP Machine Park Jogger, och under 2012 och 2013 skrev Embee musiken till symfonin Fair Ground tillsammans med Promoe, Seinabo Sey, Cleo och Ayla Adams. Föreställningen spelades på Norrlandsoperan i oktober 2013 tillsammans med en full symfoniorkester dirigerad av Josef Rhedin.
2017 blev Embee invald i Swedish Music Hall of Fame tillsammans med övriga medlemmar i Looptroop Rockers.
28 mars 2017 släpptes första låten av 25, där en ny låt släpps varje vecka för att fira Looptroop Rockers 25-årsjubileum. Musiken är skriven av Embee.
10 November 2024 släpptes albumet Retellings där Embee samarbetat med jazzmusikerna Petter Eldh, Otis Sandsjö och Fabian Kallerdahl. På sång hörs bl a Anna Ahnlund och Ayla Adams.

## Diskografi
Embee
- Retellings (album, 2024)
- Shivers (singel, 2017)
- The Air (singel, 2017)

- Machine Park Jogger (EP, 2013)
- The Mellow Turning Moment (album, 2010)
- Upside Down (singel, 2010)
- A Day at a Time (singel, 2009)
- Dom trevande åren (2009)
- Retty (2009)
- Barney Bilen (2007)
- Mash Hits (2006)
- Tellings from Solitaria (album 2004)
- Send Somone Away (2005)
- Not Tonite (2004)
- Embeetious Art EP (2000)
- The Way Beyond Mixtape (1998)
- Way Beyond Mixtape (1995)

Skuggpoeten
- Skuggpoeten (2010)
- En kväll i maj (singel 2010)
- I de gula träden (single edit) (2010)

Soundtrack
- I taket lyser stjärnorna (2009)
- Friendly Fire (2006)
- Quality Control (2004)
- Festival (2001)
- Jalla, Jalla (2000)